# Kálmán Mészöly
Kálmán Mészöly (Budapeste, 16 de julho de 1941 – 21 de novembro de 2022) foi um futebolista e treinador de futebol húngaro.

## Carreira
Mészöly atuou em toda carreira no Vasas (1959–1972), com o qual conquistou o campeonato nacional em 1961, 1962, 1965 e 1966, e a Copa Mitropa em 1962, 1965 e 1970. Com a Seleção Húngara, obteve o bronze no Campeonato Europeu de 1964 e participou das Copas do Mundo de 1962, 1966 e 1982, neste último como treinador.

## Morte
Mészöly morreu em 21 de novembro de 2022, aos 81 anos de idade.